# Goedertius
Goedertius — вимерлий рід платаністуватих з ранньої міоценової (бурдігальської) формації Най в штаті Орегон.

## Опис
Goedertius відрізняється від інших алодельфінід поглибленням на задній частині роструму, меншими носовими кістками, більш широким дорсальним отвором мезоростального каналу на задній частині рострума і меншими дорсальними оголеннями лобових кісток на вершині черепа.